# Fontenay-sur-Vègre
Fontenay-sur-Vègre is een gemeente in het Franse departement Sarthe (regio Pays de la Loire) en telt 295 inwoners (1999). De plaats maakt deel uit van het arrondissement La Flèche.

## Geografie
De oppervlakte van Fontenay-sur-Vègre bedraagt 11,2 km², de bevolkingsdichtheid is 26,3 inwoners per km².
De onderstaande kaart toont de ligging van Fontenay-sur-Vègre met de belangrijkste infrastructuur en aangrenzende gemeenten.

## Demografie
Onderstaande figuur toont het verloop van het inwonertal (bron: INSEE-tellingen).

1. ↑  Populations de référence 2022.